# Geschichte des Kantons Freiburg

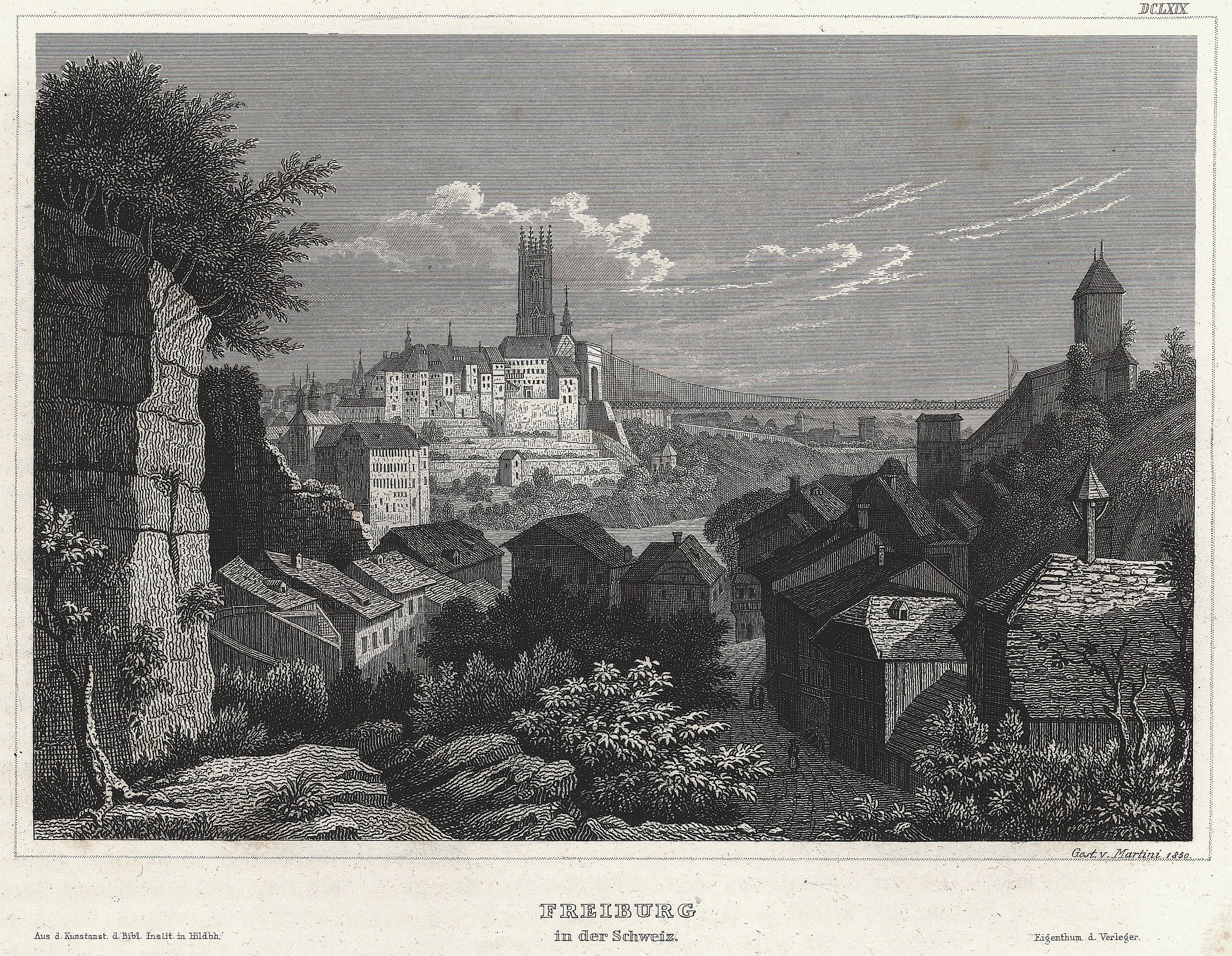
Blick auf Freiburg um 1850

Die Geschichte des Kantons Freiburg umfasst die Entwicklungen auf dem Gebiet des schweizerischen Kantons Freiburg von der Urgeschichte bis zur Gegenwart. Sie ist wesentlich geprägt durch die namensgebende Stadt Freiburg im Üechtland  und die Situation des Kantons an der Grenze zwischen dem französischen und dem deutschen Sprachraum. Der heutige Kanton Freiburg entstand aus der von den Zähringern gegründeten Stadt Freiburg und ihrem bis 1798 erworbenen Herrschaftsgebiet. Die frühe Geschichte Freiburgs war geprägt durch die Konkurrenzsituation zur Stadt Bern und die Situation Freiburgs an der Grenze der Einflussgebiete der Habsburger und Savoyer. Seit der Erlangung des Status einer Reichsstadt 1478 bildete Freiburg einen Stadtstaat, der seit dem Beitritt zur Eidgenossenschaft 1481 als «Ort» über erhöhte Autonomie verfügte und nach 1648 als unabhängige Stadtrepublik gelten konnte. Seit der Reformation war Freiburg eine Hochburg des Katholizismus in der ansonsten fast vollständig zur Reformation übergetretenen Westschweiz. In die Zeit der Helvetischen Republik fällt die Gründung des eigentlichen Kantons Freiburg, der seit 1803 in den heutigen Grenzen existiert.

## Ur- und Frühgeschichte
Der Pré de Riva ist eine rekonstruierte Pfahlbausiedlung in Gletterens bei Vallon, südlich des Neuenburgersees. Auf der nördlichen Seite nur etwa 26 Kilometer entfernt liegt im Kanton Neuenburg (auf Höhe des A5-Tunnels) ein weiterer archäologischer Park Laténium in Hauterive, östlich von Neuenburg (Neuchâtel), der an die Stelle des «Musée cantonal d’archéologie» getreten ist und latènezeitliche Funde zeigt.

## Stadtgründung und erste Blüte
Gleich den übrigen Gebieten der Westschweiz gehörte auch dasjenige des jetzigen Kantons Freiburg nacheinander zum römischen (seit 58 v. Chr.), burgundischen (450 bis 532), fränkischen (532 bis 888), neuburgundischen (888 bis 1032) und endlich zum Heiligen Römischen Reich. 1157 legte Herzog Berchtold IV. von Zähringen, Rektor von Burgund, in dem Üechtland (Land Ogo) an der Saane auf der deutsch-romanischen Sprachgrenze den Grund zu der Stadt Freiburg im Üechtland, der er die Rechte des von Berchtold III. gegründeten Freiburg im Breisgau und einen Bann von drei Stunden im Umkreis, die „alte Landschaft“, gewährte.
Die Stadt blühte rasch auf; allein da sie nicht, wie die Schwesterstadt Bern, auf Reichs-, sondern auf zähringischem Allodialgrund lag, fiel sie nach dem Aussterben der Zähringer (1218) als Erbe an die Grafen von Kyburg. Die beiden Städte verbanden sich schon 1243 durch ein ewiges Bündnis; als jedoch Freiburg 1277 durch Kauf an Rudolf von Habsburg überging, trat zwischen ihnen eine Entfremdung ein. Wiederholt verband sich Freiburg mit dem burgundischen Adel gegen Bern und wurde von letzterem 1298 in der Schlacht am Dornbühl und 1339 in der Schlacht bei Laupen geschlagen. Zusehends lockerte sich aber das Band, welches die von bernischem und savoyischem Gebiet umgebene Stadt an Österreich knüpfte, und nachdem sie im alten Zürichkrieg von diesem den Angriffen Berns und Savoyens preisgegeben worden war (1448), übergab sie sich 1452 an die Herzöge von Savoyen.

## Burgunderkriege und Gegenreformation
Als Verbündete Berns nahm Freiburg an den Burgunderkriegen Anteil und schüttelte 1477 die savoyische Herrschaft ab, worauf es am 22. Dezember 1481 in die Eidgenossenschaft aufgenommen wurde. In Freiburg wurde 1516 der ewige Friede zwischen Franz I. von Frankreich und den Eidgenossen geschlossen. Der Reformation zeigte es sich feindselig, was es indes nicht daran hinderte, 1536 im Bund mit Bern Teile der Waadt an sich zu reissen. 1555 gewann es durch den Bankrott des Grafen den größten Teil der Grafschaft Greyerz. Ausserdem besass es mit Bern gemeinschaftlich die Herrschaften Schwarzenburg, Murten, Orbe, Grandson und Echallens.
Der Bischof von Lausanne nahm infolge der Reformation der Waadt seinen Sitz in Freiburg. 1580 fanden die Jesuiten Aufnahme in der Stadt, die durch Petrus Canisius ein Mittelpunkt der europäischen Gegenreformation wurde. Freiburg nahm auch teil am Borromäischen und spanischen Bündnis (1586–87).

## Patriziat
Am frühsten von allen Schweizer Städten bildete sich in Freiburg ein geschlossenes Patriziat. Im 16. Jahrhundert entrissen die Räte der Gemeinde das Wahlrecht, 1627 liessen sich die hundert im Besitz der Ämter und Ratsstellen befindlichen Familien in ein Buch eintragen und erklärten sich für allein «regimentsfähig». Obschon viele derselben ausstarben, wurde die Zahl der «heimlichen» Geschlechter (bourgeois secrets), wie sich die Freiburger Patrizier nannten, 1684 für immer geschlossen erklärt. Die «heimliche Kammer», eine Art Staatsinquisition, bestehend aus den vier Vennern und 24 Heimlichern, welche sich selbst, den Rat der Sechzig und denjenigen der Zweihundert ergänzte, gewann dadurch unbedingte Gewalt. Die Freiburger Aristokratie hatte alle die Härten und Schwächen derjenigen Berns ohne deren Grösse. Ein Aufstand der durch Unterdrückung ihrer alten Freiheiten, Entfremdung kommunalen Eigentums und Abschaffung von Feiertagen erbitterten Bauern unter dem Major Pierre-Nicolas Chenaux (1740–1781) wurde im Mai 1781 mit Hilfe bernischer Truppen unterdrückt und eine friedliche Demonstration der Stadtbürgerschaft zugunsten der Rechtsgleichheit im Juli 1782 mit Verbannung ihrer Urheber bestraft.

## Territoriale Entwicklung

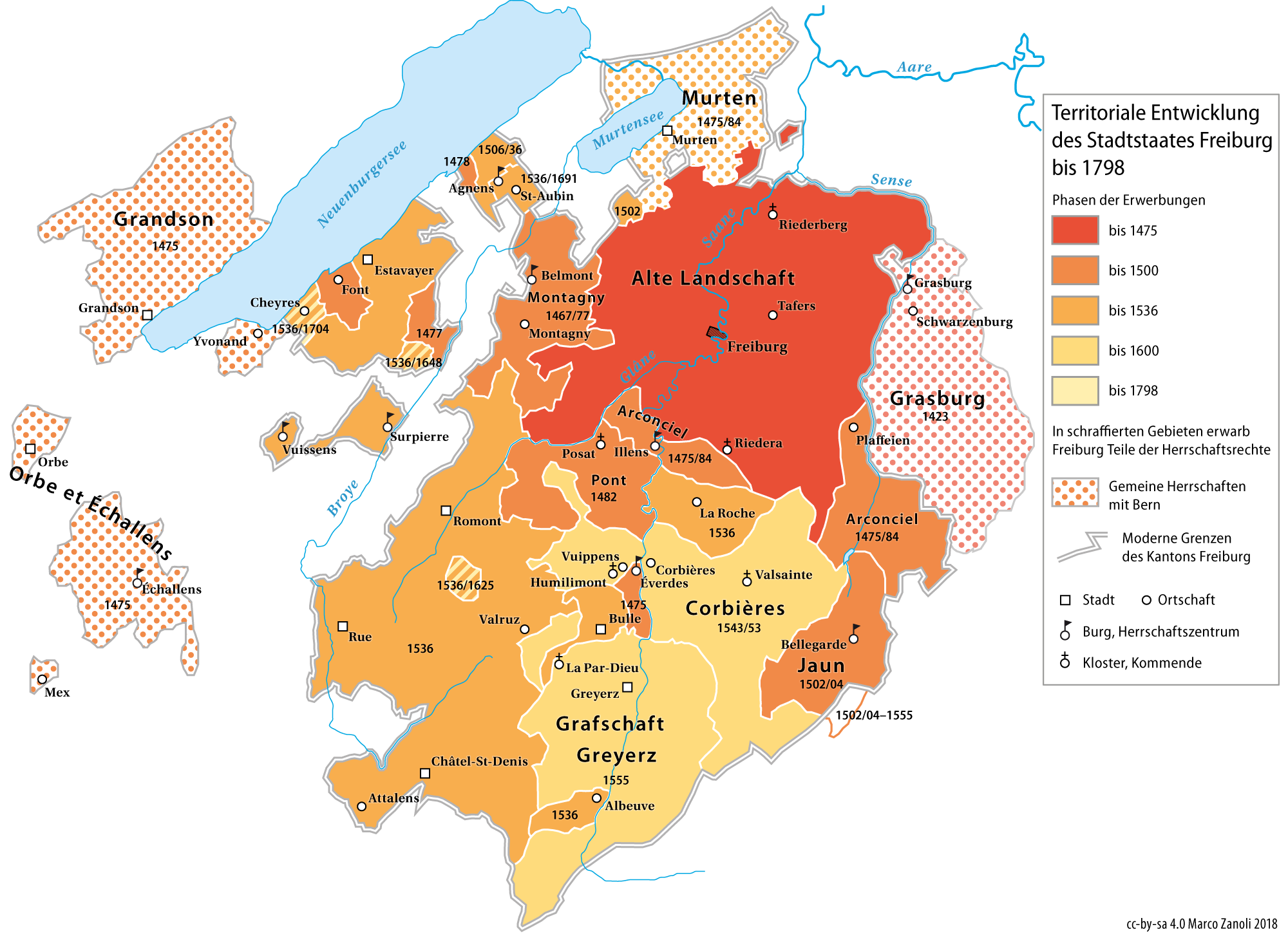
Territoriale Entwicklung des Stadtstaates Freiburg bis 1798

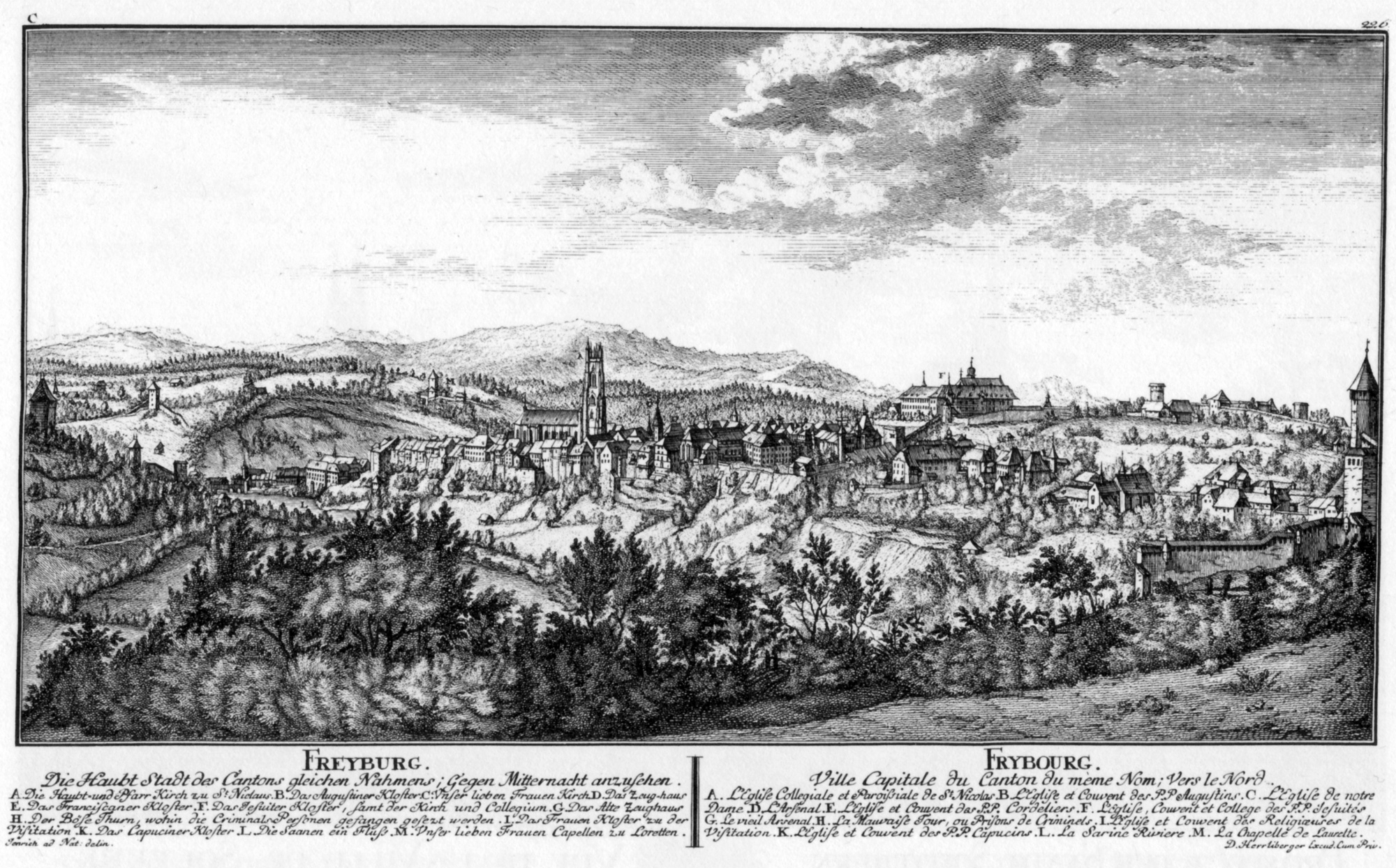
Ansicht der Stadt Freiburg i. Ü. ca. 1780

Die Bildung des Territoriums der Stadt Freiburg begann im 14. Jahrhundert unter habsburgischer Herrschaft, als es gelang im Seeland Laubegg, Mannenberg, Nidau, Büren und den Inselgau sowie Rechte im Simmental zu erwerben. Im Gefolge der habsburgischen Kriege gegen die Eidgenossenschaft gingen diese Erwerbungen jedoch im Friede von Zürich am 1. April 1389 an Bern verloren. Im 15. Jahrhundert setzte eine zweite, erfolgreichere Phase der Territorialpolitik ein. 1423 erwarb Freiburg gemeinsam mit Bern von Savoyen die Herrschaft Grasburg und 1442 von den Grafen von Thierstein Gebiete in der sogenannten «Alten Landschaft». Nach der Emanzipation von der Herrschaft der Habsburger nahm Freiburg an der Seite Berns an den Burgunderkriegen teil und konnte 1475 Illens und die Herrschaft Arconciel sowie Éverdes erwerben. Murten, Grandson, Orbe und Echallens wurden Gemeine Herrschaften mit Bern. Savoyen verkaufte 1478 die Herrschaft Montagny (Montenach) und entliess Freiburg aus seinem Machtbereich, so dass die Stadt seit 1478 als reichsunmittelbar galt und 1481 der Eidgenossenschaft beitreten konnte. Weitere käufliche Erwerbungen gelangen in den folgenden Jahrzehnten: Die Herrschaft Pont 1483, Teile der Herrschaft Estavayer 1488, Jaun 1502/04, 1520 Font am Neuenburgersee und 1526 Corserey. Gemeinsam mit Bern zog Freiburg 1536 im Krieg gegen Savoyen gegen die Waadt und konnte von Savoyen Estavayer, Romont, Vuissens, Surpierre, Châtel-St-Denis und Rue sowie vom Fürstbistum Lausanne Albeuve, Bulle und La Roche erobern. Die letzte wesentliche Gebietserweiterung bis 1798 resultierte aus dem Zerfall der Grafschaft Greyerz. Zuerst verkaufte der Graf von Greyerz 1543 die Herrschaft Corbières mit Vuippens und Vuadens und 1555 fiel der nördliche Teil der eigentlichen Grafschaft Greyerz selber nach dem Konkurs des letzten Grafen an Freiburg. Wiederholte Versuche die Gemeinen Herrschaften zwischen Bern und Freiburg zu teilen scheiterten bis 1798 am Widerstand Berns.
In der Zeit der Helvetischen Republik wurden die ehemalige Gemeine Herrschaft Murten sowie die ehemals bernischen Vogteien Avenches und Payerne zum Kanton Freiburg geschlagen. 1803 kamen die beiden Städte allerdings auf eigenen Wunsch zum Kanton Waadt, so dass die freiburgische Westgrenze bis heute uneinheitlich blieb und durch zahlreiche Exklaven geprägt ist.

## Revolutionen
Beim Franzoseneinfall in die Schweiz 1798 ergab sich Freiburg ohne Widerstand, ohne dadurch seine Zeughäuser und Staatskassen vor Plünderung bewahren zu können. Die Mediationsakte von 1803 erhob es zu einem der sechs Direktorialkantone und gab ihm eine repräsentativ-demokratische Verfassung. Nach dem Einrücken der Verbündeten stellte jedoch im Januar 1814 der zur Mehrheit aus Patriziern bestehende Grosse Rat die alte Aristokratie wieder her mit der Modifikation, dass der Grosse Rat neben 108 Patriziern auch 36 Vertreter der nichtpatrizischen Bürgerschaft und der Landschaft zählen sollte.
Anfänglich zeigte sich indes die neue Regierung dem geistigen Fortschritt geneigt und unterstützte den Père Grégoire genannten Franziskanerpater Jean Baptiste Girard in seinen Bestrebungen, das Schulwesen des Kantons zu heben. Allein 1818 berief der Grosse Rat mit 62 gegen 49 Stimmen die Jesuiten, welche 1823 die Schliessung der Schulen Girards durchsetzten und durch Gründung eines grossen Kollegiums, das zuzeiten 700 Zöglinge aus allen Ländern Europas zählte, Freiburg zu einer Metropole des Ultramontanismus machten.

## Liberalismus und Sonderbund

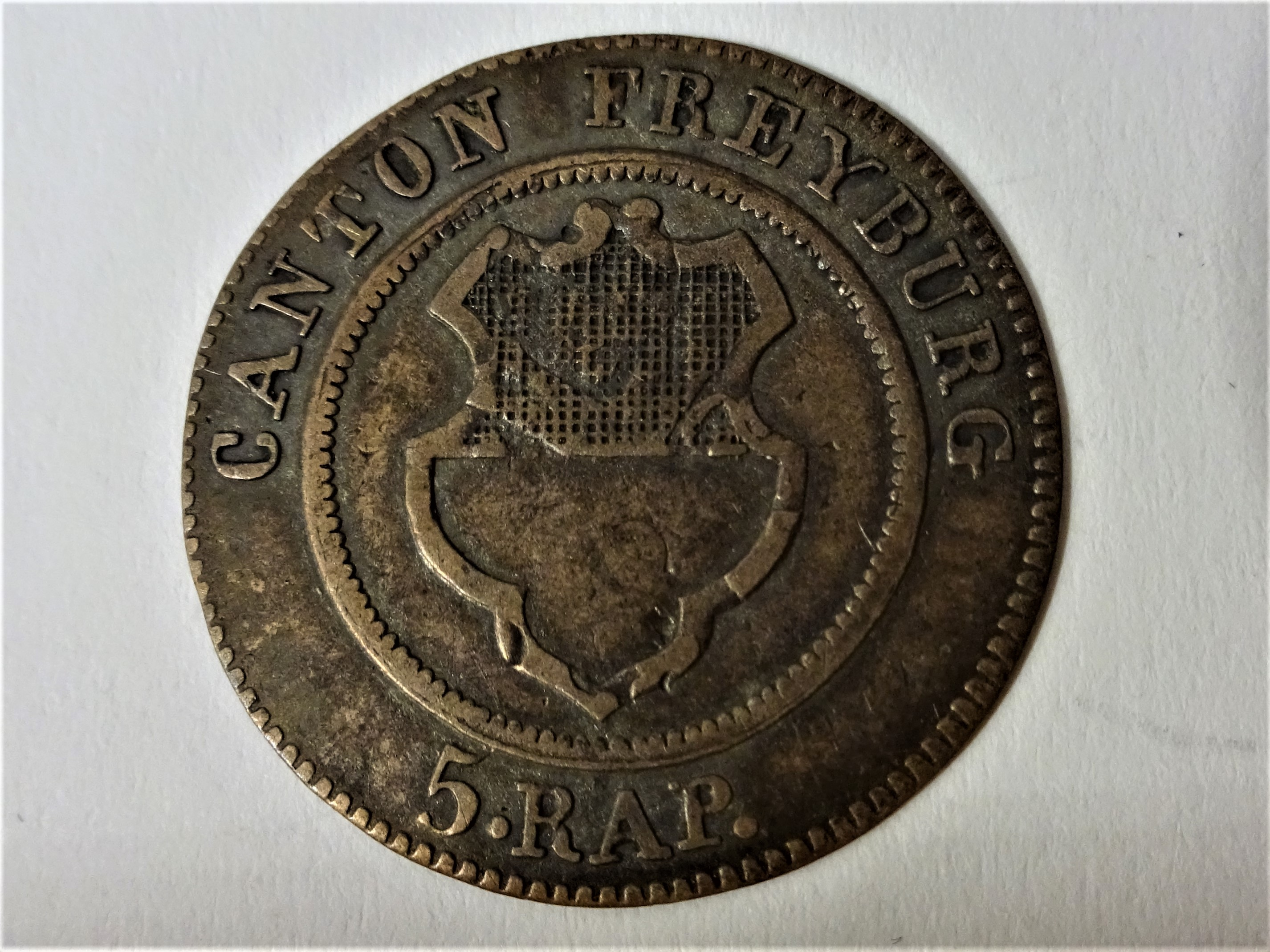
1/2 Freiburger Konkordatsbatzen von 1830, Wappenseite

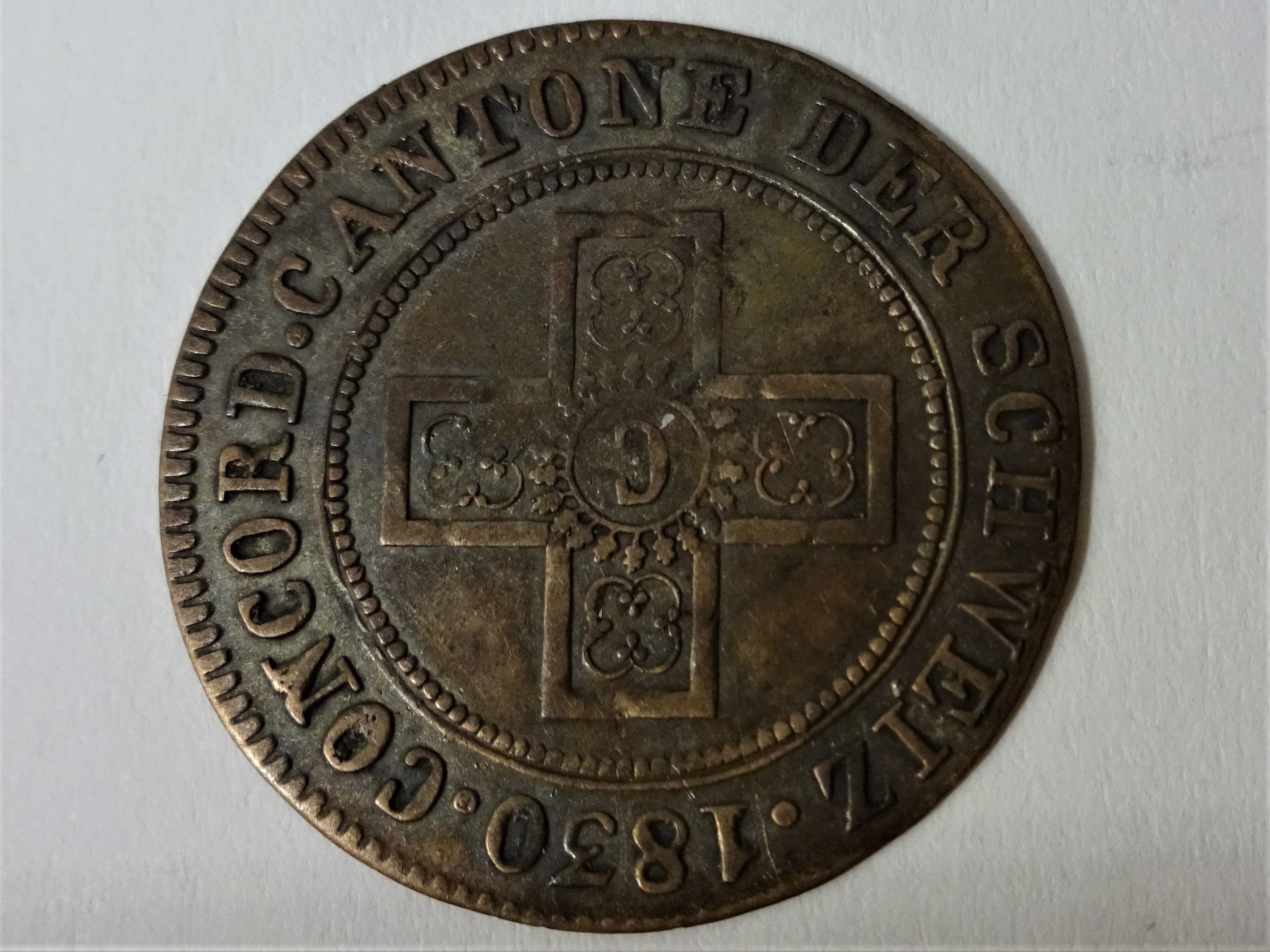
1/2 Freiburger Konkordatsbatzen von 1830, Rückseite

1830 ging von dem protestantischen Murten das Verlangen nach einer Revision der Verfassung aus, und durch eine drohende Volksdemonstration eingeschüchtert, willigte das Patriziat in die Berufung eines Verfassungsrats, dessen Werk eine auf allgemeine Rechtsgleichheit gegründete Vertretung herstellte und am 24. Januar 1831 ohne Volksabstimmung in Kraft gesetzt wurde. Durch die Bewegung hatte eine gemässigt-liberale Partei die Oberhand erhalten. Die Ausschliessung des Bischofs aus dem Verfassungsrat, in welchen er gewählt worden war, die Ausweisung eines Jesuiten wegen aufrührerischer Reden, die Errichtung einer dem bischöflichen Einfluss entzogenen Zentralmittelschule u. a. erbitterten die «Jesuitenpartei» (die Katholisch-Konservativen) aufs höchste, und dieselbe bewies ihre Macht in den Neuwahlen von 1836, welche ihr das Übergewicht im Grossen Rat verliehen, worauf 1837 auch die Regierung in ihrem Sinn bestellt wurde.
Jetzt schloss sich Freiburg den übrigen ultramontanen Kantonen aufs engste an; 1845 wurden die höheren Lehranstalten den Jesuiten übergeben, und am 9. Juni 1846 beschloss der Grosse Rat nach erregten Verhandlungen, welche zuerst die Existenz des Sonderbundes öffentlich in der Schweiz bekannt machten, den Beitritt zu demselben. Ein Aufstand der liberalen Bezirke Murten, Estavayer und Bulle wurde am 6. Januar 1847 mit Waffengewalt unterdrückt, worauf viele der angesehensten Männer eingekerkert oder zur Flucht getrieben wurden.
Das isolierte Freiburg wurde im Sonderbundskrieg von Guillaume-Henri Dufour als erstes angegriffen und kapitulierte nach kurzem Gefecht schon am 14. November. Nach dem Einzug der eidgenössischen Truppen setzte eine Versammlung im Theater eine provisorische (radikale) Regierung ein, welche die Jesuiten vertrieb, ihre Güter einzog und von dem neuen, unter dem Eindruck des Kriegs in freisinnigem Geist bestellten Grossen Rat bestätigt wurde. Um die Kriegskosten zu bestreiten, hob dieser die Klöster auf, belastete die Urheber des Sonderbundes mit einer unverzinslichen Zwangsanleihe von 1'600'000 Schweizer Franken und setzte ohne Volksabstimmung eine neue Verfassung in Kraft, welche direkte Wahlen einführte, jeden Zensus abschaffte, das Unterrichtswesen zur Sache des Staats machte, den Primarschulbesuch für obligatorisch und unentgeltlich erklärte, die Immunitäten der Geistlichkeit und (als erste Kantonsregierung in der Schweiz) die Todesstrafe abschaffte.

## Putschversuche
Vermittelst Festsetzung langer Amtsdauer des Grossen Rats und der Regierung hofften die Liberalen, die freisinnigen Zustände auf die Dauer begründen zu können, aber vergeblich. Als die Regierung auf einer Konferenz der zum Bistum Lausanne gehörigen Kantone eine Neuorganisation der Diözese vorschlug, welche den Bischof von den Regierungen abhängig gemacht hätte, erhoben die Ultramontanen am 24. Oktober 1848 einen Aufstand, worauf Truppen von Bern und Waadt den Kanton besetzten und das Volk entwaffneten, Bischof Etienne Marilley (1804–1879) aber verhaftet, von den Diözesanständen (Freiburg, Genf, Bern, Neuenburg, Waadt) abgesetzt und als Verbannter nach Frankreich gebracht wurde.
Inzwischen gründete der Grosse Rat aus dem konfiszierten Vermögen der Klöster eine Irrenanstalt, ein Altersheim, eine Rettungsanstalt, ein Arbeitshaus und ein Kantonsspital. Nachdem ein zweiter und dritter «Putsch» (4. Oktober 1850 und 21. März 1851) gescheitert waren und die Bundesversammlung die Gesuche der Ultramontanen um Herstellung der Volksrechte ebenfalls abgewiesen hatte, kam es am 22. April 1853 zu einem vierten Aufstand. Die Aufständischen besetzten unter der Führung des Obersten Perrier die Kantonsschule, den höchstgelegenen Punkt der Stadt, wurden aber nach blutigem Kampf von der Bürgerwehr besiegt. Die Anführer wurden mit Verbannung von fünf bis 30 Jahren bestraft.

## Ultramontanismus
Glücklicher waren die Ultramontanen in den Wahlen. Schon 1854 gehörte ihnen die ganze Vertretung des Kantons im Schweizer Nationalrat an, und Eisenbahninteressen veranlassten 1855 die Liberalen, zur Wahl zweier Führer derselben in den Staatsrat die Hand zu bieten. 1856 wurde dem Bischof Marilley die Rückkehr gestattet, immerhin unter genauer Begrenzung der bischöflichen Gewalt. Unmittelbar darauf erlangten die Ultramontanen bei der Erneuerung des Grossen Rats einen vollständigen Sieg, und eine neue, am 24. Mai vom Volk angenommene Verfassung trug den Wünschen der Römisch-katholischen Kirche Rechnung.
Aus der Regierung wurden alle Liberalen entfernt; Perrier wie den übrigen Verbannten wurde die Rückkehr gestattet, das Dekret über die Aufhebung der Klöster zurückgenommen und die Jugendbildung aufs Neue in die Hände des Klerus gelegt. So gewährte Freiburg ab 1857 auf allen Gebieten den Anblick einer reaktionären Bewegung. 1868 wurde die Todesstrafe wieder eingeführt. Die Bundesrevisionen von 1872 und 1874 verwarf der Kanton mit grosser Mehrheit, ebenso mit wenigen Ausnahmen die danach zur Abstimmung gekommenen Bundesgesetze. Infolge der unbedingten klerikalen Parteiherrschaft verlangte der protestantische Bezirk Murten bei der Bundesversammlung 1870 die Trennung von Freiburg und Anschluss an Bern, wurde jedoch abgewiesen (siehe Kulturkampf in der Schweiz).

## Entstehen der freiburgischen Arbeiterbewegung
Der Kanton Freiburg wurde sehr spät industrialisiert. Noch 1860 gab es keine nennenswerte Industrie ausser der Strohflechterei; sie wurde grösstenteils im Winter von Familien als Heimarbeit betrieben. Erst um 1870 setzte eine zaghafte Ansiedlung von Industrien ein. In der Folge entwickelten sich auch erste Ansätze einer Arbeiterbewegung. 1873 wurde eine Société ouvrière des Arts et Métiers gegründet; sie war der Schweizerischen Arbeiter-Union angeschlossen, die in der Deutschschweiz die Sektionen der 1. Internationale zusammenfasste. Exponent der Société ouvrière war Joseph Meckler, der während dreier Jahrzehnte eine wichtige Rolle in der Freiburger Linken spielen sollte. Die Société ouvrière des Arts et Métiers hat mit der Gründung einer Hilfs- und Sparkasse sowie einer Konsumgenossenschaft in der Zeit ihres Bestehens bis 1985 wichtige Projekte zu Verbesserung des Loses der Arbeiterschaft verwirklicht. 1875 konstituierte sich in Freiburg eine eigentliche Sektion der 1. Internationale, die aber sogleich den Beitritt zur libertär ausgerichteten Juraföderation gab. Wurden die Arbeiterorganisationen von den Freisinnigen, vor allem in Wahlzeiten, zunächst als ihre natürlichen Verbündeten im Kulturkampf gegen die Ultramontanen betrachtet, führten zunehmende Klassenkämpfe ab 1890 zu einer allmählichern Emanzipation der Freiburger Arbeiterklasse aus der Bevormundung der Freisinnigen. Ein für die Trennung ausschlaggebender Konflikt zwischen Arbeiterorganisationen und Freisinnigen entzündete sich vor allem in der Frage der Schaffung einer Unfallversicherung, die von den Freisinnigen bekämpft wurde. Mit der Gründung der Sozialdemokratischen Partei im Jahre 1905 wurde die Arbeiterschaft endgültig zur eigenständigen politischen Kraft im Kanton.

## 1874 bis heute
Im Jahre 1889 wurde die Universität Freiburg (Schweiz) gegründet, die den Schweizer Katholiken eine geistige Heimat bot.
1881 bis 1921 gilt im Kanton Freiburg als die Zeit der «Christlichen Republik». Im Gegensatz zu allen anderen Schweizer Kantonen blieb Freiburg eine rein Repräsentative Demokratie ohne Volksrechte. Diese wurden erst zwischen 1917 und 1921 nach und nach ebenfalls eingeführt. Ebenso die Proporzwahl, wobei in diesem Punkt kein starker Unterschied zu den übrigen Landesteilen bestand. 1934 schuf die konservative Parlamentsmehrheit ein Gesetz zur Errichtung von Korporationen, welches jedoch durch die freisinnige und sozialdemokratische Opposition vor Bundesgericht gezogen wurde, das das Gesetz als Verstoss gegen die Bundesverfassung zurückwies. Der Kanton nahm in der damaligen Volksabstimmung mit wenigen anderen auch die Fronteninitiative an.
1924 wurde die Freiburger Stiftskirche Sankt Nikolaus zur Kathedrale erhoben, und die Diözese des seit 1613 in Freiburg residierenden Bischofs von Lausanne wurde neu Bistum Lausanne-Genf-Freiburg genannt.
Ab 1945 kamen im Kanton Freiburg Bestrebungen in Gang, den wirtschaftlichen Rückstand des Kantons gegenüber dem Landesdurchschnitt zu verringern.

## Geschichtsverein
Der Deutsche Geschichtsforschende Verein des Kantons Freiburg erforscht die Kantonsgeschichte.